# Glossaire de la fortification polygonale
Ce glossaire répertorie les termes employés dans le domaine de la fortification polygonale.
- Haut – A
- B
- C
- D
- E
- F
- G
- H
- I
- J
- K
- L
- M
- N
- O
- P
- Q
- R
- S
- T
- U
- V
- W
- X
- Y
- Z

## C
- caponnière
- casemate
- coffre de contrescarpe
- contrescarpe
- contre-mine
- cunette

## E
- embrasure
- escarpe

## H
- herse

## P
- pont-dormant
- pont-levis
- poterne

## R
- rue du rempart

## T
- traverse et traverse-abri